# Bataille de la Macta
Conquête de l'Algérie par la France
Batailles
- Dellys (1830) (en)
- Sidi-Ferruch (1830)
- Staoueli (1830)
- Sidi Khalef (1830)
- Alger (1830)
- Blida (1830)
- Oran (1831)
- Bône (1832)
- 1re Bougie (1833)
- 2e Bougie (1835)
- 1re Constantine (1836)
- 2e Constantine (1837)

- Kheng-Nettah (1832)

- Sig (1835)
- Macta (1835)
- Mascara (1835)
- Habrah (1835)
- Tlemcen
- Sikkak (1836)
- Somah
- Dellys (1837) (en)

- Portes de Fer (1839)
- Mazagran (1840)
- Afroum
- Mouzaïa (1840)
- Médéa
- Matamores de Bou-Chouicha (1840)
- Ammal (1840)
- La Smala (1843)
- Isly (1844)
- Dellys (1844) (en)
- Sidi-Brahim (1845)

- Sebaou
- Chellata
- Aït Aziz

- Zibans (1844)
- Zaatcha (1849)
- Nara (1850)
- Laghouat (1852)
- Mokrani (1871)

- 1re Hoggar (1902)
- Tit (1902)
- 2e Hoggar (1902)

- Ksar el-Azoudj (1903)
- Taghit (1903)
- El-Moungar (1903)

La bataille de la Macta a eu lieu le 28 juin 1835, près de la rivière de la Macta, entre les troupes françaises du général Camille Alphonse Trézel et une coalition de guerriers tribaux de l'émir Abdelkader, pendant la conquête de l'Algérie par la France.

## Déroulement
La colonne française, qui avait subi des pertes lors d'une bataille peu concluante avec Abdelkader quelques jours plus tôt, se repliait vers Arzew pour se ravitailler, lorsque Abdelkader l'attaqua dans les marais sur les rives de la Macta dans l'actuel ouest algérien. Les troupes françaises ont paniqué et se sont enfuies à Arzew dans une retraite désorganisée. Les Algériens firent une pyramide avec la tête des Français vaincus, prétendument des centaines au total.
Le sergent-major François Achille Bazaine, futur général, est blessé au poignet au cours de la bataille.

## Conséquences
Après l'affrontement, l'émir Abdelkader installe sa capitale à Tagdemt. En France, le désastre conduisit au rappel du général Trézel et du comte d'Erlon, premier gouverneur général d'Algérie, et permit à Abdelkader d'acquérir de l'influence sur les tribus dans toute l'Algérie.

## Sources
- Marcel Emerit, "Abdelkader", Encyclopædia Britannica, I: A-Ak - Bayes (15e éd.), Chicago, IL: Encyclopædia Britannica, Inc. 2010, p. 18-19,.
- Jacques Garnier (dir.), Dictionnaire Perrin des guerres et batailles de l'histoire de France, Paris, Perrin, 18 novembre 2004, 906 p., 17x25 cm (ISBN 2-262-00829-9)
- Moritz Wagner, Ferencz Aurelius Pulszky, The Tricolor on the Atlas: Or, Algeria and the French Conquest, T. Nelson and sons, 1854, p. 274.
- Edgar Sanderson, Africa in the Nineteenth Century, Seeley and Company, 1898, p. 107.